# Didrik Solli-Tangen
Didrik Solli-Tangen (ur. 11 czerwca 1987 w Porsgrunn) – norweski piosenkarz. Reprezentant Norwegii w 55. Konkursie Piosenki Eurowizji (2010).

## Życiorys

### Kariera muzyczna
W wieku 15 lat założył zespół muzyczny, w którym początkowo grał na perkusji, a następnie również śpiewał w chórkach. Po odkryciu talentu wokalnego, zaczął występować publicznie oraz szkolić głos pod okiem Andersa Vangena. Pomimo namów ojca, by ćwiczył śpiew w kierunku muzyki poważnej, zainspirował się Robbie Williamsem. Nauczyciel przekonał go do klasycznych artystów, pożyczając mu różne płyty CD. W 2009 zaczął studiować muzykę klasyczną w Instytucie Muzycznym The Barrat Due w Oslo.
18 grudnia 2009 został ogłoszony jednym z finalistów programu Melodi Grand Prix mającego wyłonić reprezentanta Norwegii w Konkursie Piosenki Eurowizji. Jego konkursową piosenkę „My Heart Is Yours” napisali Hanne Sørvaag i Fredrik Kempe. Pod koniec stycznia 2010 wystąpił z nią w półfinale i awansował do finału selekcji, który został rozegrany 6 lutego. Zajął w nim pierwsze miejsce, zdobywszy 466 675 głosów publiczności oraz wysokie oceny od czteroosobowej komisji sędziowskiej, dzięki czemu wygrał eliminacje, zostając reprezentantem Norwegii, gospodarza 55. Konkursie Piosenki Eurowizji organizowanego w Oslo. Po finale został bohaterem dokumentu telewizyjnego Stemmen fra Telemark, w którym pokazano jego przygotowania do występu w konkursie, a także wydarzenia zza kulis oraz sceny z życia prywatnego. Na początku maja wystąpił w duecie z José Carrerasem podczas koncertu dla norweskich olimpijczyków, który wystartowali w Zimowych Igrzyskach Olimpijskich zorganizowanych w Vancouver. 22 maja rozpoczął próby do występu w Konkursie Piosenki Eurowizji. 29 maja wystąpił jako trzeci w kolejności w koncercie finałowym i zdobył łącznie 35 punktów, zajmując 20. miejsce. 1 listopada wydał debiutancki album studyjny, zatytułowany Guilty Pleasures, z którym trafił na 28. miejsce listy najczęściej kupowanych płyt w Norwegii. Również w 2010 uczestniczył w koncercie Elisabeth Andreassen oraz Alexandra Rybaka w Tønsbergu. Następnie nawiązał z duetem współpracę, tworząc zespół o nazwie B.A.D., z którym wyruszyli w ogólnonorweską trasę koncertową.
18 listopada 2013 wydał drugi solowy album pt. The Journey, który promował singlami „Without You” i „Six Ribbons”.

### Pozostałe przedsięwzięcia
Współprowadził dziesiątą edycję programu rozrywkowego TV2 Skal vi danse? (2014).

## Dyskografia

### Albumy studyjne
| Rok  | Tytuł                                                                                                | Najwyższa pozycja |
| Rok  | Tytuł                                                                                                | NOR               |
| ---- | --- | ----------------- |
| 2010 | Guilty Pleasures - Data wydania: 1 listopada 2010 - Wydawca: Universal Music Norway, Class A Records | 28                |
| 2013 | The Journey - Data wydania: 18 listopada 2013 - Wydawca: Class A Records                             | —                 |

### Single
| Rok  | Tytuł                                                         | Najwyższa pozycja | Album            |
| Rok  | Tytuł                                                         | NOR               | Album            |
| ---- | ------------------------------------------------------------- | ----------------- | ---------------- |
| 2010 | „My Heart Is Yours”                                           | 2                 | Guilty Pleasures |
| 2010 | „Best Kept Secret”                                            | —                 | Guilty Pleasures |
| 2011 | „Compass”                                                     | —                 | Guilty Pleasures |
| 2012 | „We Can Do More”                                              | —                 | —                |
| 2013 | „Without You”                                                 | —                 | The Journey      |
| 2013 | „Six Ribbons”                                                 | —                 | The Journey      |
| 2013 | „Lyset i Betlehem” (z Olem Edvarden Antonsenem i Sølvguttene) | —                 | —                |